# John Silkin

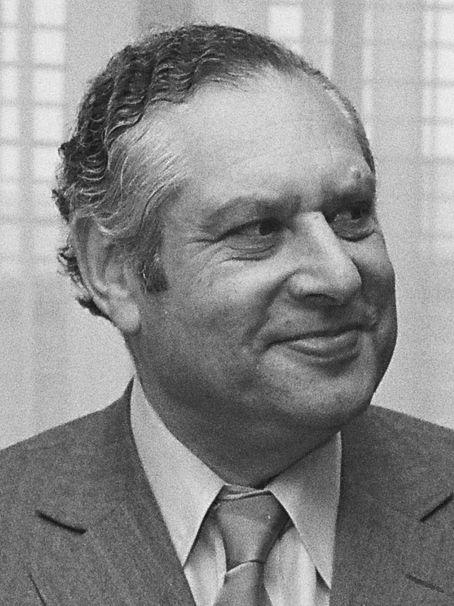
Bild des Politikers John Silkin

John Ernest Silkin, PC (* 18. März 1923 in London; † 26. April 1987 ebenda) war ein britischer Rechtsanwalt und Politiker der Labour Party, der unter anderem zwischen 1963 und seinem Tode 1987 Abgeordneter des Unterhauses (House of Commons) sowie mehrmals Minister war.

## Leben

### Familiäre Herkunft, Studium und Solicitor
John Ernest Silkin war der jüngste von drei Söhnen des Politikers Lewis Silkin, 1. Baron Silkin, der zwischen 1936 und 1950 ebenfalls Unterhausabgeordneter, von 1945 bis 1950 Minister für Stadt- und Landplanung war und 1950 zum 1. Baron Silkin, of Dulwich in the County of London, erhoben wurde, wodurch er Mitglied des Oberhauses (House of Lords) wurde, sowie dessen Ehefrau Rosa Neft. Sein ältester Bruder Arthur Silkin erbte nach dem Tode des Vaters am 11. Mai 1972 den Titel als 2. Baron Silkin, auf den er jedoch bereits eine Woche später am 18. Mai 1972 verzichtete. Sein zweitältester Bruder Samuel Charles Silkin war ebenfalls zwischen 1964 und 1983 Abgeordneter des Unterhauses sowie von 1974 bis 1979 Generalstaatsanwalt für England, Wales und Nordirland und wurde 1985 als Life Peer mit dem Titel Baron Silkin of Dulwich, of Northleigh in the County of Oxfordshire, ebenfalls Mitglied des Oberhauses.
Silkin selbst leistete nach dem Besuch des 1619 gegründeten renommierten Dulwich College während des Zweiten Weltkrieges Militärdienst als Reserveoffizier in der Royal Naval Volunteer Reserve (RNVR) und wurde zuletzt zum Leutnant zur See befördert. Daneben absolvierte er zunächst ein grundständiges Studium am Trinity College der University of Cambridge, das er 1944 mit einem Bachelor of Arts (B.A.) beendete. Ein darauf folgendes Studium der Rechtswissenschaften am Trinity College der University of Cambridge schloss er 1946 mit einem Bachelor of Laws (LL.B.) ab. Danach absolvierte er ein postgraduales Studium am Trinity College der University of Cambridge, welches er 1949 mit einem Master of Arts (M.A.) beendete. Nach seiner anwaltlichen Zulassung begann er 1950 eine berufliche Tätigkeit als Solicitor.

### Unterhausabgeordneter und Juniorminister
Nach dem Tode von Leslie Plummer am 15. April 1963 wurde John Silkin für die Labour Party bei einer Nachwahl (By-election) am 4. Juli 1963 im Wahlkreis Deptford mit 12.209 Stimmen (58,25 Prozent) erstmals zum Abgeordneten des Unterhauses (House of Commons) gewählt. Er wurde bei den darauf folgenden Unterhauswahlen wiedergewählt und vertrat den Wahlkreis bis zu dessen Auflösung am 28. Februar 1974. Zu Beginn seiner Parlamentszugehörigkeit wurde er nach dem Sieg der Labour Party bei der Wahl am 15. Oktober 1964 zunächst Assistierender Parlamentarischer Geschäftsführer (Assistant Whip) der Labour-Fraktion sowie im Anschluss zwischen dem 11. Januar und dem 11. April 1966 einer der Kommissare des Schatzamtes Lord Commissioner of the Treasury und weiterhin Assistant Whip. Am 11. April 1966 löste er Sydney Irving als Treasurer of the Household und bekleidete diese Funktion im Königlichen Haushalt bis zu seiner Ablösung durch Charles Grey am 7. Juli 1966. Zugleich war er stellvertretender Parlamentarischer Geschäftsführer (Deputy Chief Whip).
Am 4. Juli 1966 löste Silkin Edward Short als Parlamentarischer Sekretär des Schatzamtes (Parliamentary Secretary to the Treasury) ab und hatte dieses Amt bis zum 30. April 1969 inne, woraufhin Bob Mellish seine Nachfolge antrat. Als solcher wurde er zugleich am 5. Juli 1966 Mitglied des Geheimen Kronrates (Privy Council) Als Parlamentarischer Sekretär des Schatzamtes war er zugleich in Personalunion vom 4. Juli 1966 bis zum 30. April 1969 Parlamentarischer Hauptgeschäftsführer der regierenden Labour-Fraktion im Unterhaus (Chief Whip of the House of Commons). Daneben war er zwischen 1968 und 1969 auch stellvertretender Mehrheitsführer im Unterhaus (Deputy Leader of the House)

### Minister
John Ernest Silkin selbst wiederum löste Beb Mellish am 30. April 1969 als Minister für öffentliche Gebäude und Arbeiten (Minister for Public Buildings and Works) im ersten Kabinett von Premierminister Harold Wilson ab und übte dieses Amt bis zur Niederlage der Labour Party bei der Unterhauswahl am 18. Juni 1970 aus. Im Schattenkabinett der Labour Party bekleidete er vom 24. März 1972 bis zum 5. März 1974 die Funktion als Schatten-Minister für Gesundheit und soziale Dienste (Shadow Secretary of State for Health and Social Services). Nach der Auflösung seines bisherigen Wahlkreises Deptford wurde er bei der Wahl vom 28. Februar 1974 im neu geschaffenen Wahlkreis Lewisham Deptford wieder zum Mitglied des Unterhauses gewählt und vertrat diesen Wahlkreis bis zu seinem Tode am 26. April 1987. Bei seiner ersten Wahl bekam er 22.699 Stimmen (54,11 Prozent) und wurde auch bei den darauf folgenden Wahlen am 10. Oktober 1974, 3. Mai 1979 sowie 9. Juni 1983 mit absoluter Mehrheit beziehungsweise mit großer Mehrheit wiedergewählt.
Nach dem Wahlsieg bei den Unterhauswahlen am 28. Februar 1974 wurde Silkin zum Minister für Planung und Kommunalverwaltung (Minister for Planning and Local Government) ernannt und gehörte dem zweiten Kabinett von Premierminister Wilson vom 18. Oktober 1974 bis zum Ende von Wilsons Amtszeit am 5. April 1976 auch formell als Kabinettsminister an. Im Zuge des EWG-Mitgliedschaftsreferendums im Vereinigten Königreich am 5. Juni 1975 sprach er sich von den 23 Kabinettsmitgliedern mit sechs weiteren Ministern (Michael Foot, Tony Benn, Peter Shore, Barbara Castle, Eric Varley und William Ross) gegen die weitere Mitgliedschaft in der Europäischen Wirtschaftsgemeinschaft (EWG) aus. Das Amt als Minister für Planung und Kommunalverwaltung bekleidete er zwischen dem 8. April 1976 und dem 10. September 1976 auch in der darauf folgenden Regierung von Premierminister James Callaghan. Als Parlamentarischer Privatsekretär diente ihm Bruce Grocott.
Im Zuge einer Kabinettsumbildung löste Silkin am 10. September 1976 Fred Peart am 10. September 1976 als Minister für Landwirtschaft, Fischerei und Ernährung (Minister of Agriculture, Fisheries and Food) ab und hatte dieses Amt bis zum Ende von Callaghans Amtszeit am 4. Mai 1979 inne. Als seine Parlamentarische Privatsekretärin fungierte zwischen 1977 und 1979 Lucy Neville-Rolfe.

### Schattenkabinett und Kandidatur um den Parteivorsitz
Nach der Niederlage der Labour Party bei der Unterhauswahl am 3. Mai 1979 übernahm John Silkin verschiedene Funktion im Schattenkabinett der Labour, und zwar zunächst als Schatten-Industrieminister (Shadow Secretary of State for Industry) vom 14. Juli 1979 bis zum 8. Dezember 1980. Bei der Kandidatur um die Nachfolge von James Callaghan als Vorsitzender der Labour Party kandidierte Silkin und erreichte im ersten Wahlgang am 4. November 1980 nach Denis Healey (112 Stimmen, 42,3 Prozent), Michael Foot (83 Stimmen, 31,3 Prozent) mit (38 Stimmen, 14,3 Prozent) den dritten Platz, während Peter Shore (32 Stimmen, 12,1 Prozent) den vierten Platz belegte. Er und Shore verzichteten daraufhin auf eine weitere Kandidatur im zweiten Wahlgang, woraufhin sich Michael Foot mit 139 Stimmen (51,9 Prozent) im zweiten Wahlgang am 10. November 1980 vor Denis Healey (129 Stimmen, 48,1 Prozent) zum neuen Vorsitzenden der Labour Party gewählt wurde.
In Foots Schattenkabinett fungierte Silkin daraufhin zwischen dem 8. Dezember 1980 und dem 30. Oktober 1983 zuerst als Schatten-Mehrheitsführer im Unterhaus (Shadow Leader of the House of Commons) sowie zugleich 24. November 1981 bis zum 26. Oktober 1984 als Schatten-Verteidigungsminister (Shadow Secretary of State for Defence).
John Ernest Silkin heiratete am 21. April 1950 die Film- und Theaterschauspielerin Rosamund John und war mit dieser 37 Jahre lang bis zu seinem Tode verheiratet. Aus dieser Ehe ging der am 14. März 1954 geborene Sohn Rory Lewis Silkin hervor.

## Veröffentlichung
- Changing Battlefields: The Challenge to the Labour Party, posthum, 1990